# Abrykosiwka
Abrykosiwka (ukr. Абрикосівка, ros. Абрикосовка, Abrikosowka; dawniej: Beznoskowce, ukr. Безнісківці, Bezniskiwci) – wieś na Ukrainie, w obwodzie chmielnickim, w rejonie kamienieckim.
W czasach Rzeczypospolitej wieś leżała w województwie podolskim. Odpadła od Polski w wyniku II rozbioru.